# غوزمان بيريرا
غوزمان بيريرا (بالإسبانية: Guzmán Pereira)‏ (16 مايو 1991 في الأوروغواي - ) هو لاعب كرة قدم أوروغواني في مركز الوسط. شارك مع منتخب الأوروغواي تحت 20 سنة لكرة القدم ومنتخب الأوروغواي لكرة القدم. أما مع النوادي، فقد لعب مع مونتيفيديو واندررز ونادي أونيفرسيداد دي تشيلي.

## وصلات خارجية
- غوزمان بيريرا على موقع قاعدة بيانات كرة القدم.إي يو (الإنجليزية)
- غوزمان بيريرا على موقع ناشيونال فوتبول تيمز (الإنجليزية)
- غوزمان بيريرا على موقع Soccerway.com (الإنجليزية)
- غوزمان بيريرا على موقع AS.com (الإسبانية)